# Horniella
Horniella (лат.) — род мелких коротконадкрылых жуков из подсемейства ощупники (Pselaphinae, Staphylinidae). Юго-Восточная Азия. Около 30 видов.

## Распространение
Юго-Восточная Азия: Китай (12 видов), Таиланд (9), Малайзия (4), Непал и Индия (1), Шри-Ланка (1), Филиппины (1), Индонезия (1).

## Описание
Длина около 3 мм (2,67—4,09 мм), красновато-коричневого цвета. Голова с лобной и вершинной ямками. Максиллярные щупики: первый членик мелкий, II-й вытянутый и широкий в середине, III-й мелкий и треугольной формы, четвертый членик щупиков большой и овальный, с усеченным основанием. Переднеспинка с антебазальной бороздкой, соединяющей срединную и латеральную антебазальные ямки; паранотальных килей или бороздки отсутствуют. Бороздки на диске надкрылий имеются. 4-й тергит брюшка длиннее 5-го тергита. Усики 11-члениковые, булава состоит из 3 апикальных сегментов. Ноги тонкие и длинные; бёдра утолщённые.

## Систематика
Род Horniella включён в подтрибу жуков-ощупников Somatipionina трибы Tyrini, где его сближают с родом Hamotopsis Raffray, 1900. Включает около 30 видов, первый из которых был описан в 1901 году и более ста лет род считался монотипическим. В составе рода выделяли 4 видовые группы: H. centralis group (12 видов), H. burckhardti group (10), H. hirtella group (8), H. gigas group (3).
- H. aculeata Yin & Li, 2015 — Китай: Yunnan; Thailand: Nan, Mae Hong Son.
- H. asymmetrica  Yin & Li, 2014 — Таиланд: Prachin Buri, Chanthaburi.
- H. awana  Yin & Li, 2014 — Западная Малайзия: Pahang.
- H. bifurca  Zhang, & Yin, 2021 — Таиланд: Chiang Mai.
- H. burckhardti  Yin & Li, 2014 — Таиланд: Chiang Mai.
- H. centralis  Yin & Li, 2014 — Китай: Shaanxi.
- H. cibodas  Yin & Li, 2014 — Индонезия: Западна Ява.
- H. confragosa  Yin & Li, 2014 — Китай: Guangxi, Guizhou.
- H. dao  Yin & Li, 2014 — Китай: Sichuan.
- H. falcis  Yin & Li, 2014 — Китай: Guizhou.
- H. gigas  Yin & Li, 2014 — Восточная Малайзия Malaysia: Sabah.
- H. haucki  Zhang, & Yin, 2021 — Таиланд: Mae Hong Son.
- H. himalayica  Yin & Li, 2014 — Непал: Bāgmatī añcal; Индия: Uttarakhand.
- H. hirtella  (Raffray, 1901) — Шри-Ланка: Northern, North Central, Central, Uva.[6]
- H. hongkongensis  Yin & Li, 2014 — Китай: Hong Kong.
- H. intricata  Yin & Li, 2014 — Таиланд: Mae Hong Son, Chiang Mai.
- H. jinggangshana  Yin & Li, 2015 — Китай: Jiangxi.
- H. kaengkrachan  Yin & Li, 2014 — Таиланд: Phetchaburi.
- H. khaosabap  Yin & Li, 2014 — Таиланд: Chanthaburi.
- H. khasiensis  Zhang, & Yin, 2021 — Индия: Meghalaya.
- H. loebli  Yin & Li, 2014 — Таиланд: Chiang Mai.
- H. nakhi  Yin & Li, 2014 — Китай: Yunnan.
- H. nantouensis  Zhang, Hu & Yin, 2021 — Китай: Taiwan.
- H. philippina  Yin & Li, 2014 — Филиппины: Laguna.
- H. phuphaman  Yin & Li, 2014 — Таиланд: Khon Kaen.
- H. pilosa  Yin & Li, 2014 — Восточная Малайзия: Sabah.
- H. prolixo  Yin & Li, 2014 — Таиланд: Chiang Mai.
- H. sabahensis  Zhang, & Yin, 2021 — Восточная Малайзия: Sabah.
- H. schuelkei  Yin & Li, 2014 — Китай: Yunnan.
- H. schwendingeri  Yin & Li, 2014 — Таиланд: Chiang Mai.
- H. sichuanica  Yin & Li, 2014 — Китай: Sichuan.
- H. simplaria  Yin & Li, 2014 — Китай: Guangxi.
- H. smetanai  Yin & Li, 2014 — Восточная Малайзия: Sabah.
- H. taiwanensis  Zhang, Hu & Yin, 2021 — Китай: Taiwan.
- H. tianmuensis  Yin & Li, 2014 — Китай: Zhejiang.